# Бију
Бију (фр. Buoux) насеље је и општина у Француској у региону Прованса-Алпи-Азурна обала, у департману Воклиз која припада префектури Апт.
По подацима из 2011. године у општини је живело 121 становника, а густина насељености је износила 6,9 становника/km². Општина се простире на површини од 17,54 km². Налази се на средњој надморској висини од 534 метара (максималној 902 m, а минималној 253 m).

## Демографија
| 1962. | 1968. | 1975. | 1982. | 1990. | 1999. | 2011. |
| ----- | ----- | ----- | ----- | ----- | ----- | ----- |
| 44    | 44    | 72    | 103   | 118   | 112   | 121   |

График промене броја становника у току последњих година